# 김용진 (1878년)
김용진(金容鎭, 1878년 ~ 1968년 2월 14일)은 한국의 서화가이다. 아호는 영운(潁雲) 또는 구룡산인(九龍山人). 본관은 안동이며 김병국 총리의 당조카손자(작은아버지의 증손)이다.

## 생애
세도가였던 안동 김씨 가문에서 태어났다. 할아버지는 영의정을 지낸 김병국, 친어머니는 흥선대원군의 외손녀이다.
20대 초반 잠시 수원군 군수를 지내는 등 관직에 나간 것 외에는 40대까지 유유자적하면서 거문고를 타는 풍류 생활을 하다가, 1919년 무렵부터 그림에 입문했다. 이후 유명한 화가들과 교류하면서 귀한 서화를 모으고 글씨를 쓰며 사군자를 그리는 등으로 평생을 보냈다.
광복 후 창설된 초대 대한민국미술전람회 서예부문 심사위원을 맡았고, 91세까지 장수하며 한국서화가협회 고문을 맡는 등 서예 분야에서 활발히 활동했다. 개인전은 1964년 한국일보사 주최로 처음 가졌다.
원색을 즐겨쓰는 등 강렬한 느낌을 주는 화풍을 선보였는데, 본인은 화가라기보다는 조선의 문인화 계열을 이어받은 선비로 불릴 것을 원했다. 순정효황후가 사망했을 때는 옛 국장 방식으로 병석에서도 상복을 입었다는 일화가 있다.
일제강점기에 일본군의 전쟁 승리를 기원하는 부채를 제작해 기증한 일이 있다. 이 사실은 김승학이 작성한 친일파 명단에도 적혀 있다. 2008년 선정된 민족문제연구소의 친일인명사전 수록예정자 명단 미술 부문에 포함되었다.

## 참고자료
- 김충현 (1999년 12월 15일). 〈조선조 마지막 서화가 영운(潁雲) 작고〉. 《예에 살다》. 서울: 범우사. ISBN 8908041419.
- “文人畵家 金容鎭옹 別世” (PDF). 한국일보. 1968년 2월 16일. 3면면. 2016년 3월 8일에 원본 문서 (PDF)에서 보존된 문서. 2008년 5월 15일에 확인함.

## 가족관계
- (조부) 충문공(忠文公) 영어(潁漁) 김병국
- (외증조부) 흥선대원군